# Tsuru
Tsuru (jap. 都留市 Tsuru-shi) – miasto w Japonii na głównej wyspie Honsiu w prefekturze Yamanashi.

## Położenie
Miasto leży we wschodniej części prefektury, graniczy z:
- Fujiyoshida
- Ōtsuki
- Uenohara

oraz kilkoma miasteczkami i wsiami.

## Historia
Miasto powstało 29 kwietnia 1954 roku.

## Transport

### Drogowy
- Autostrada Chūō
- Drogi krajowe nr 139.

## Miasta partnerskie
- Stany Zjednoczone: Hendersonville City